# 卡利卡萨斯
卡利卡萨斯，是西班牙安达卢西亚自治区格拉纳达省的一个市镇。总面积11平方公里，
2001年普查人口總數為576人，人口密度為每平方公里52人。